# Lizard Squad
Lizard Squad (in italiano letteralmente: Squadra lucertola) è un gruppo hacker di tipo black hat, conosciuti principalmente per i loro attacchi informatici di tipo DDoS per interrompere servizi di videogiochi su Internet.
Il 3 settembre 2014, annunciò di essersi sciolto come gruppo per ritornare successivamente dichiarandosi responsabile di diversi attacchi a siti web. L'organizzazione partecipò anche a forum di hacking su Darkode.

## Membri conosciuti
SONOKYUU
Kyu è stato arrestato e rilasciato su cauzione per numerosi capi di imputazioni legati alla frode informatica. Fu usato come volto pubblico in televisione e come portavoce per i media di Lizard Squad.

### Julius Kivimäki
Julius Kivimäki (zeekill) è un membro finlandese della Lizard Squad condannato nel luglio 2015 per oltre 50.000 capi di reato informatico.

### Zachary Buchta
Il diciannovenne Zachary Buchta (fbiarelosers) del Maryland, è stato accusato di crimini informatici associati a una serie di attacchi DDoS (Distributed Denial of Service), carte di credito rubate e vendita di servizi DDoS per il noleggio. È stato uno dei membri dietro LizardSquad e anche il Gruppo PoodleCorp, che ha lanciato attacchi DDoS distribuiti contro più reti e servizi di gioco. Buchta si nascondeva dietro gli account di Twitter @fbiarelosers, @xotehpoodle e gli alter ego online "pein" e "lizard".

### Bradley Jan Willem van Rory
Anche Bradley Jan Willem van Rooy (UchihaLS) dai Paesi Bassi, è stato accusato di crimini informatici associati a una serie di attacchi DDoS, carte di credito rubate e vendita di servizi DDoS per il noleggio. Era il principale responsabile del lancio degli attacchi DDoS annunciati dal gruppo. Inoltre era uno dei due manager dietro l'account Twitter @LizardLands, il principale account Twitter di LizardSquad da gennaio 2015. Di solito si nascondeva dietro il suo account Twitter @UchihaLS (che sta per Uchiha LizardSquad) e gli alter ego online "UchihaLS" , "Uchiha" e "Dragon".

## Attacchi
- DDoS  su League of Legends (18 agosto 2014)
- DDoS su Destiny  (23 novembre 2014)
- DDoS su PlayStation Network
- DDoS su Xbox Live
- The Machinima Hack
- DDoS verso la Corea del Nord
- Attacchi di Natale
- Attacco Tor sybil (26 dicembre 2014)
- Attacco al sito di Malaysia Airlines (26 gennaio 2015)[5]
- DDoS su Blizzard (14 aprile 2016)[6]
- DDoS su Overwatch (20 giugno 2017)[senza fonte]
- DDoS su Steam (23 dicembre 2016)[7]
- DDoS su Origin (23 dicembre 2016)[senza fonte]

- DDoS su Server EA (27 febbraio 2020)[8]